# Wii Music
Wii Music är ett tv-spel utvecklat av Nintendo. Spelet var ursprungligen tänkt som en lanseringstitel, men sköts upp och släpptes i Japan under 2008. Spelet släpptes i Europa den 14 november 2008. Runt 50 låtar och lika många instrument finns tillgängliga. Målet med spelet är att mixa musik, exempelvis Mario theme Song. Det finns inga regler för hur man ska spela, låtar kan mixas på olika sätt ochinget sätt är fel i spelet. Spelet har även instrument som inte finns på riktigt bland annat Dog suit och Cat suit.